# 582-й истребительный авиационный полк
582-й истребительный авиационный полк (582-й иап) — войсковая часть Военно-воздушных сил (ВВС) Вооружённых Сил РККА, принимавшая участие в боевых действиях Советско-японской войны, вошедшая в состав ВВС России.

## Наименования полка
За весь период своего существования полк своё наименование не менял:
- 582-й истребительный авиационный полк;
- 582-й истребительный авиационный полк ПВО;
- Полевая почта 65203.

| И-15 бис | У-2 | И-16 |

## Создание полка
582-й истребительный авиационный полк сформирован сформирован в ВВС 25-й армии Дальневосточного фронта (аэр. Воздвиженка) на самолётах И-16 (две эскадрильи И-16 тип 10, одна аэ — И-16 тип 17) с включением в состав
70-й смешанной авиационной дивизии ВВС 25-й армии.

## Расформирование полка
582-й истребительный авиационный полк 5 мая 1992 года был выведен из состава 4-й ВА СГВ на территорию РФ (аэр. Смоленск-Северный) и расформирован.

## В действующей армии
В составе действующей армии:
- с 9 августа 1945 года по 3 сентября 1945 года

## Командиры полка
| Звание                                  | Имя                      | Период                  | Примечание |
| --------------------------------------- | ------------------------ | ----------------------- | ---------- |
| Капитан, майор, подполковник, полковник | Крюков Михаил Михайлович | 29.08.1941 — 31.12.1945 |            |

| Ла-7 | Ла-5 | ЛаГГ-3 |

## В составе соединений и объединений
| Период        | Фронт (округ)                 | армия                           | корпус                                     | дивизия                                      | примечание               |
| ------------- | ----------------------------- | ------------------------------- | ------------------------------------------ | -------------------------------------------- | ------------------------ |
| 29.08.1941 г. | Дальневосточный фронт         | 25-я армия                      |                                            | ВВС 25-й армии                               | И-16                     |
| 04.09.1941 г. | Дальневосточный фронт         | 25-я армия                      |                                            | 70-я смешанная авиационная дивизия           | И-16                     |
| 01.07.1942 г. | Дальневосточный фронт         | 25-я армия                      |                                            | 249-я истребительная авиационная дивизия     | И-15 бис, И-16           |
| 15.08.1942 г. | Дальневосточный фронт         | 9-я воздушная армия             |                                            | 249-я истребительная авиационная дивизия     | И-15 бис, И-16           |
| 01.03.1944 г. | Дальневосточный фронт         | 9-я воздушная армия             |                                            | 249-я истребительная авиационная дивизия     | Ла-5                     |
| 01.05.1945 г. | Дальневосточный фронт         | 9-я воздушная армия             |                                            | 249-я истребительная авиационная дивизия     | Ла-7                     |
| 08.08.1945 г. | 1-й Дальневосточный фронт     | 9-я воздушная армия             |                                            | 249-я истребительная авиационная дивизия     | в боевом составе 18 Ла-5 |
| 09.08.1945 г. | 1-й Дальневосточный фронт     | 9-я воздушная армия             |                                            | 249-я истребительная авиационная дивизия     | Ла-5                     |
| 12.11.1945 г. | Приморский военный округ      | 9-я воздушная армия             |                                            | 249-я истребительная авиационная дивизия     | Ла-7                     |
| 20.02.1949 г. | Дальневосточный военный округ | Приморская армия ПВО            | 65-й истребительный авиационный корпус ПВО | 149-я истребительная авиационная дивизия ПВО | Ла-7                     |
| 01.03.1950 г. | Дальневосточный военный округ | Приморская армия ПВО            | 65-й истребительный авиационный корпус ПВО | 149-я истребительная авиационная дивизия ПВО | Р-63 Кингкобра           |
| 01.10.1950 г. | Дальневосточный военный округ | Приморская армия ПВО            | 65-й истребительный авиационный корпус ПВО | 149-я истребительная авиационная дивизия ПВО | МиГ-15                   |
| 29.01.1952 г. | Дальневосточный военный округ | 54-я воздушная армия            | 55-й истребительный авиационный корпус     | 149-я истребительная авиационная дивизия     | МиГ-15                   |
| 11.10.1952 г. | Китай                         |                                 |                                            | 149-я истребительная авиационная дивизия     | аэр. Дэншахэ, МиГ-15     |
| 01.05.1955 г. | Северная группа войск         | 37-я воздушная армия            |                                            | 149-я истребительная авиационная дивизия     | аэр. Пила, МиГ-15        |
| 01.06.1955 г. | Северная группа войск         | 37-я воздушная армия            |                                            | 239-я истребительная авиационная дивизия     | МиГ-15                   |
| 01.07.1964 г. | Северная группа войск         | ВВС Северной группы войск       |                                            | 239-я истребительная авиационная дивизия     | МиГ-21                   |
| 01.04.1968 г. | Северная группа войск         | 4-я воздушная армия             |                                            | 239-я истребительная авиационная дивизия     | МиГ-21 ПФМ               |
| 05.05.1992 г. | Московский военный округ      | ВВС Московского военного округа |                                            |                                              | Су-27, расформирован     |

## Участие в операциях и битвах
- Маньчжурская операция — с 9 августа 1945 года по 2 сентября 1945 года.
- Харбино-Гиринская наступательная операция — с 9 августа 1945 года по 2 сентября 1945 года.

## Статистика боевых действий
Всего за годы Советско-японской войны полком:
| Выполнено боевых вылетов | Воздушных боёв | Сбито самолётов в воздухе |
| ------------------------ | -------------- | ------------------------- |
| 241                      | не было        | 0                         |

Уничтожено при штурмовках наземных целей:
| автомашин, всего | паровозов, всего | вагонов, всего | подавлено батарей ЗА |
| ---------------- | ---------------- | -------------- | -------------------- |
| 60               | 5                | 25             | 5                    |

## Базирование
| Период                    | Аэродромы                      |
| ------------------------- | ------------------------------ |
| 29.8.1941 г. — 05.01.1942 | Воздвиженка, Приморский край   |
| 05.01.1942 — 13.08.1945   | Галёнки, Приморский край       |
| 13.08.1945 — 29.08.1945   | Мутанчианг, Китай              |
| 29.08.1945 — 10.1945      | Галёнки, Приморский край       |
| 10.1945 — 11.1948         | Пхеньян, Корея                 |
| 11.1948 — 10.1952         | 10-й участок, Хабаровский край |
| 11.10.1952 — 23.05.1955   | Дэншахэ, Китай                 |
| 23.05.1955 — 06.1955      | Шпротава, Польша               |
| 06.1955 — 05.05.1992      | Хойна, Польша                  |
| 05.05.1992 — 05.05.1992   | Смоленск-Северный              |

## Самолёты на вооружении
| Период      | Самолёты       |
| ----------- | -------------- |
| 1941 — 1944 | И-16           |
| 1944 — 1946 | Ла-5           |
| 1945 — 1950 | Ла-7           |
| 1950 — 1950 | Р-63 Кингкобра |
| 1950 — 1960 | МиГ-15         |
| 1960 — 1966 | МиГ-21 Ф, Ф-13 |
| 1965 — 1972 | МиГ-21 ПФ, ПФМ |
| 1972 — 1991 | МиГ-21 СМТ     |
| 1980 — 1991 | МиГ-21 БИС     |
| 1989 — 1992 | Су-27          |

| МиГ-21 | МиГ-15 | Су-27 |